# Leova
Leova – miasto w południowej Mołdawii, położone 92 km na południowy zachód od stolicy Kiszyniowa na wschodnim brzegu rzeki granicznej z Rumunią - Prutu, stolica rejonu Leova. Liczba mieszkańców w 2012 roku wynosiła ok. 13 tys. Słynie z wyrobu dywanów.